# Iris Slappendel

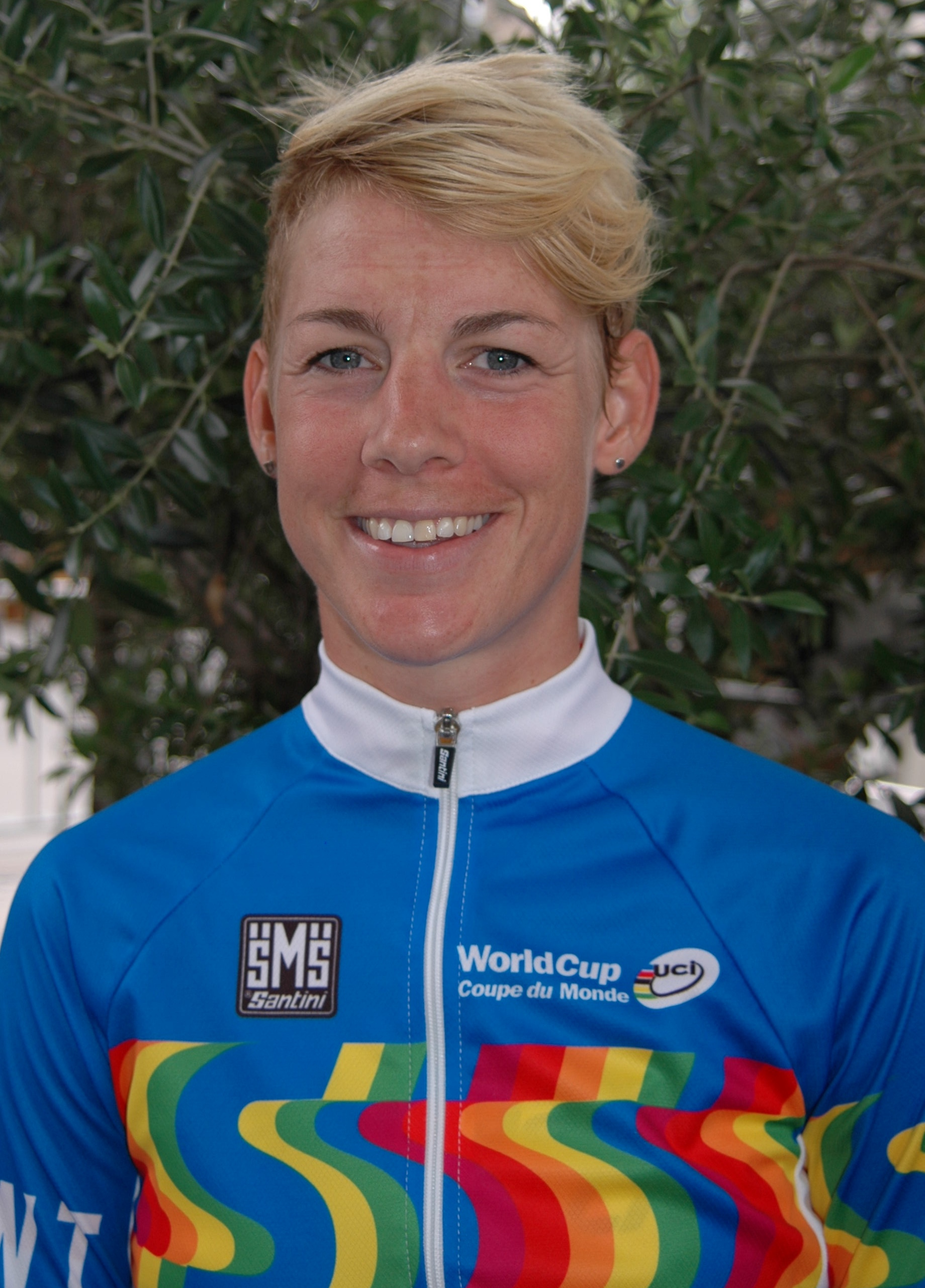
Iris Slappendel beim Sparkassen Giro Bochum (2014) im für die UCI selbstentworfenen Trikot

Iris Slappendel (* 18. Februar 1985 in Gouda) ist eine ehemalige Radrennfahrerin und Grafikdesignerin aus den Niederlanden.

## Sportliche Laufbahn
Nachdem Slappendel bei den UCI-Straßen-Weltmeisterschaften 2003 beim Einzelzeitfahren der Juniorinnen die Bronzemedaille gewonnen hatte, begann sie 2004 ihre internationale Radsportkarriere im Elitebereich beim niederländischen Radsportteam Vrienden van het Platteland. Im Jahr 2008 wurde sie Studentenweltmeisterin im Einzelzeitfahren. Beim Weltcuprennen Open de Suède Vårgårda gewann sie 2010 mit ihrem damaligen Team Garmin-Cervélo das Mannschaftszeitfahren. Im Jahr 2012 wechselte sie zum Rabobank Women Cycling Team und wurde damit Helferin der mehrfachen Weltmeisterin Marianne Vos. Zugleich konnte sie in diesem Jahr ihren ersten individuellen Weltcupsieg im Eintagesrennen der Open de Suède Vårgårda erzielen, als sie Hanka Kupfernagel, mit der sie zusammen ausgerissen war, im Zweiersprint besiegte. In der Gesamtwertung des Rad-Weltcup der Frauen 2012 belegte sie Rang sieben; 2014 gewann sie die Weltcupsprintwertung. Ebenfalls im Jahr 2014 wurde sie niederländische Straßenmeisterin.
Im September 2016 gab Slappendel über ihre Website bekannt, dass die ihre Radsportkarriere beendet habe. Ihr letztes Rennen war der Gateway Cup in Missouri am 5. September 2016, den sie als Siegerin beendete.
Nach ihrer Laufbahn als Aktive gründete Slappendel zusammen mit der ebenfalls vom aktiven Sport zurückgetretenen Carmen Small und der aktiven Sportlerin Gracie Elvin die Cyclists' Alliance, ein Berufsverband von Radrennfahrerinnen.

## Berufliches
Iris Slappendel schloss 2007 eine Ausbildung in industriellem Produktdesign ab. 2013 wurde sie dadurch bekannt, dass sie den Wettbewerb der Union Cycliste Internationale zur Neugestaltung der Wertungstrikots des Rad-Weltcup der Frauen gewann, so dass ihre auf ihren Entwürfen beruhenden Trikots die führenden Fahrerinnen in dieser Rennserie ab dem Jahr 2014 auszeichnen.

## Erfolge
2003
- Straßenweltmeisterschaften – Einzelzeitfahren (Juniorinnen)

2006
- Niederländische Meisterschaften – Einzelzeitfahren
- eine Etappe Giro della Toscana

2008
- Studentenweltmeisterschaften – Einzelzeitfahren

2010
- eine Etappe Thüringen-Rundfahrt
- Open de Suède Vårgårda – Teamzeitfahren

2012
- GP Città di Cornaredo
- Open de Suède Vårgårda – Eintagesrennen

2014
- Niederländische Straßenmeisterschaft
- eine Etappe Route de France Féminine
- Sprintwertung UCI Road Women World Cup

## Teams
- 2004–2006 Vrienden van het Platteland
- 2007–2009 Team Flexpoint
- 2010–2011 Cervélo TestTeam / Garmin-Cervélo
- 2012–2014 Rabobank Women Cycling Team
- 2015 Bigla Cycling Team
- 2016 UnitedHealthcare Professional Cycling Team